# Foro Cívico
El Foro Cívico en checo: Občanské fórum, OF) fue un movimiento político en la parte checa de Checoslovaquia. El movimiento correspondiente en Eslovaquia era el Público Contra la Violencia (en eslovaco: Verejnosť proti násiliu - VPN), ambos surgieron como resultado de la Revolución de Terciopelo de 1989 que derrocó al régimen del Partido Comunista de Checoslovaquia.

## Historia
El Foro Cívico se fundó en Praga la noche del 19 de noviembre de 1989 y tuvo su sede en el teatro Linterna Mágica. El propósito del Foro Cívico era unir a las fuerzas de la disidencia en Checoslovaquia derrocar al régimen comunista. Los comunistas dejaron el poder en noviembre de 1989 después de solo 10 días de protestas. El escritor Václav Havel, líder y fundador del OF, se convirtió en presidente del país el 29 de diciembre del mismo año. Aunque el Foro Cívico dijo no tener una clara estrategia política hizo campaña en marzo y abril de 1990 y participó en las elecciones parlamentarias de junio de ese año, siendo las primeras elecciones libres en Checoslovaquia desde 1946. En ellas el OF obtuvo el 36% de los votos, el más alto porcentaje que un partido checoslovaco haya tenido en elecciones libres; como resultado obtuvo 68 escaños en la Cámara del Pueblo. Combinado con los 19 escaños de Público Contra la Violencia era mayoría.
La mayoría de los líderes autoproclamados del partido eran del movimiento disidente Carta 77. En diciembre de 1989 Jan Urban se convirtió en presidente del Foro después de la elección de Havel como Presidente de la República. Urban sirvió hasta junio de 1990, cuando él renunció, debido a la ruptura entre la organización y el presidente. El 16 de octubre del mismo año Václav Klaus fue elegido nuevo presidente del partido. Varios líderes del partido se opusieron a las políticas de Klaus y la unidad de este desapareció.
En el congreso del partido en enero de 1991 el OF se dividió: los miembros del ala derechista declararon que formarían un nuevo partido, el Partido Democrático Cívico (Občanská demokratická strana), con un programa de libre mercado. El partido eligió a Klaus como su presidente el mes siguiente. Los miembros del ala centrista liderados por el ministro federal del Exterior Jiří Dienstbier, padre de Jiří Dienstbier hijo, fundaron el Movimiento Cívico (Občanské hnutí).  Klaus estimó que los 2 partidos formarían una coalición para las elecciones de 1992. Aunque, en julio de 1991, Klaus declaró la cooperación interpartidaria. El Partido Democrático Cívico ganó esas elecciones el Movimiento Cívico falló en obtener el 5% requerido para entrar al parlamento y eventualmente desapareció.

## Plataformas ideológicas
- Grupo Interparlamentario de la Derecha Democrática - ala derecha del partido. Estaba liderada por Václav Klaus. Se transformó en el Partido Democrático Cívico.[7][8][9][10]
- Club Liberal del Foro Cívico - ala centrista del partido. Era la oposición a Klaus. Se transformó en el Movimiento Cívico.[2]
- Club Socialdemócrata del Foro Cívico - ala socialdemócrata liderada por Rudolf Battěk. Se convirtió en la Asociación de Socialdemócratas.[11]

## Resultados electorales

### Asamblea Federal

#### Cámara del Pueblo
| Años | Votos          | %    | Escaños | Resultado         |
| ---- | -------------- | ---- | ------- | ----------------- |
| 1990 | 3.851.172 (#1) | 36,2 | 68/150  | Coalición con VPN |

#### Cámara de las Naciones
| Años | Votos     | %    | Escaños | Lugar | Resultado            |
| ---- | --------- | ---- | ------- | ----- | -------------------- |
| 1990 | 3,613,513 | 34,0 | 50/150  | 1ª    | Gobierno mayoritario |

### Consejo Nacional Checo
| Año  | Votos          | %     | Escaños | Gabinete         |
| ---- | -------------- | ----- | ------- | ---------------- |
| 1990 | 3.569.201 (#1) | 49,50 | 124/200 | Mayoría absoluta |